# Günter Gruschwitz

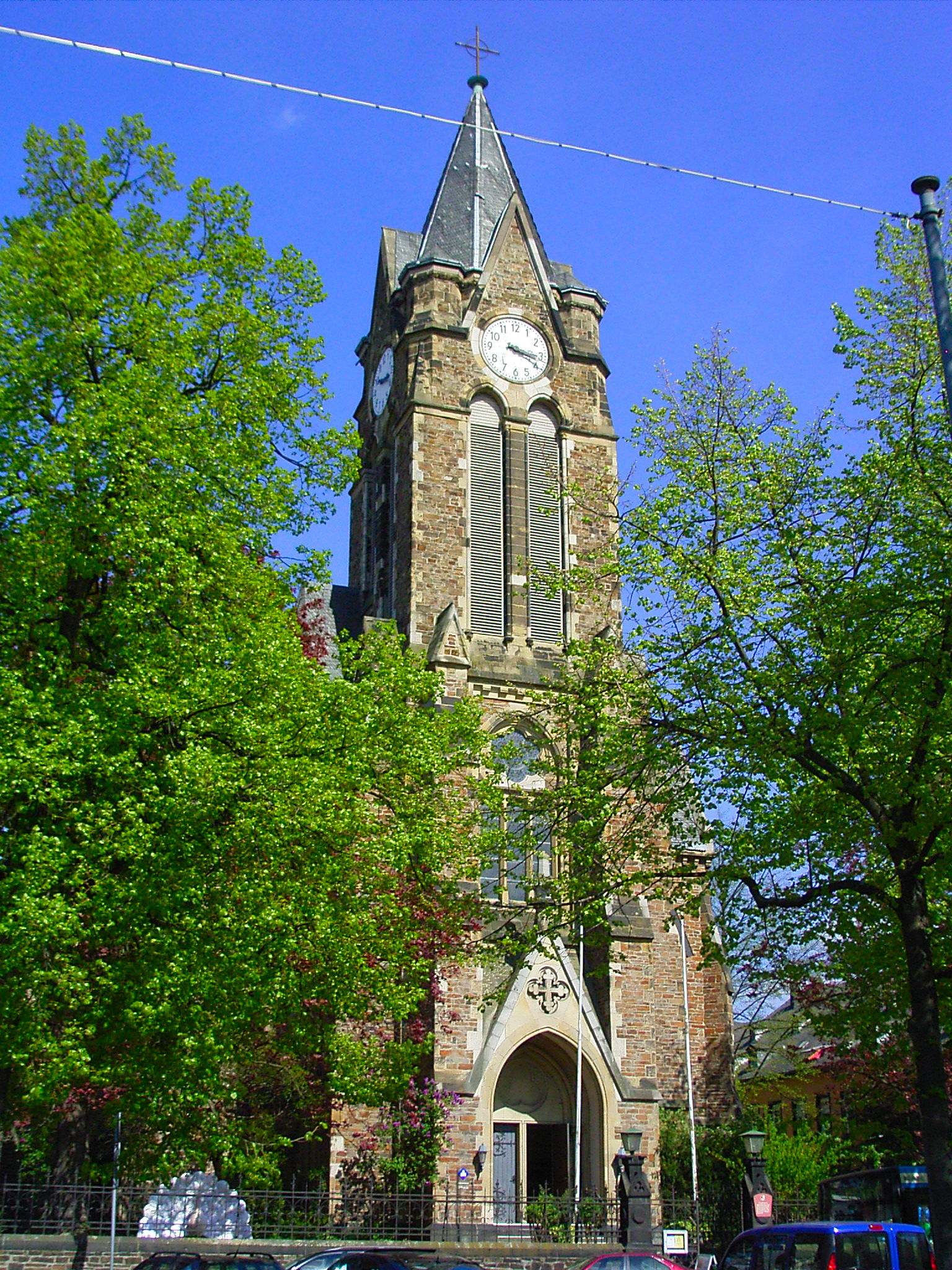
Marktkirche Neuwied

Günter Gruschwitz (* 22. November 1928; † 11. Februar 2018) war ein deutscher Kirchenmusiker und Komponist.

## Leben und Wirken
Gruschwitz, geboren 1928, wirkte als Kantor in Düsseldorf-Gerresheim und ab 1973 an der Marktkirche in Neuwied sowie des evangelischen Kirchenkreises Wied bis zu seiner Pensionierung 1992.
Für seine Leistungen wurde er mit dem Titel eines Kirchenmusikdirektors ausgezeichnet. 1999 erhielt er den Kulturpreis der Stadt Neuwied.

## Auszeichnungen
- 1999: Kulturpreis der Stadt Neuwied

## Werke
Chorwerke:
- Credo 2000, für 4–8-stimmigen gemischten Chor a cappella, op. 38
- Der du die Zeit in Händen hast, für Soli, Chor, Bläser, 2 Klaviere und Schlagzeug, op. 26
- Der Herr ist mein getreuer Hirt, für 2 gleiche Stimmen, Querflöte u. Viola. op. 13d
- Deutsche Vesper „Lobet den Namen des Herrn!“ für Soli, Chor und Orchester, op. 36
- Hosianna, für zweistimmigen Kinderchor und vierstimmigen gemischten Chor, op. 14b
- Gehe hin in alle Welt, für Sopran- und Bass-Solo, Sprecher, Orchester, Schlagzeug und Cembalo, op. 25
- Kleine Kantate zum Pfingstfest, für 1–3 gleiche Stimmen u. Instr., op. 13.c
- Kleine Liedkantate zur Weihnacht, für 1–3-stimmigen Kinderchor u. Instr., op. 13a
- Kleine Osterkantate, für 1–3-stimmigen Kinderchor u. Instr., op. 13b
- Mein Gott, warum hast du mich verlassen, Passionsmotette (nach Psalm 22) u. Choral „Ich bin, mein Heil, verbunden“; für 4-stimmigen Chor (SATB), op. 14c
- Nun lasst uns Gott, dem Herren, Choralkantate für Gemeinde, Chor und Bläser, op. 9
- Requiem – deutsch –, für Soli, Chor und Orchester, op. 47
- Siehe, das ist Gottes Lamm, Passionsmotette nach Johannes 1,29 und Jesaja 54,6.5 mit Choral „O Lamm Gottes, unschuldig“ ; für 4-stimmigen Chor (SATB), op. 14a

Orgelwerke:
- Sonate über Liedweisen aus dem Genfer Psalter, op. 30
- Toccata und Fuge über die Tonfolge b-a-c-h, op. 27
- Variationen über ein Thema von Max Reger, op. 21
- Wir glauben all an einen Gott, Passacaglia, Fuge und Choral, op. 16